# Hermann von Schlechtendal

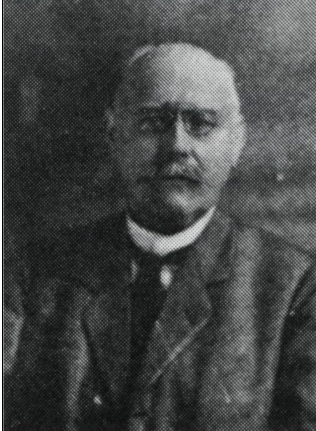
von Schlechtendahl

Hermann Karl Hubert von Schlechtendal (* 11. Januar 1859 in Mühlhausen/Thüringen; † 7. November 1920 in Paderborn) war von 1895 bis 1906 Landrat des Kreises Schleiden und anschließend bis 1919 des Kreises Mülheim am Rhein.

## Leben und Werdegang
Hermann von Schlechtendal war Angehöriger der preußischen Familie von Schlechtendal, die am 14. Oktober 1786 in Berlin in den preußischen Adelsstand erhoben wurde. Sein Vater war der protestantische Major Hermann von Schlechtendal (1816–1876), seine Mutter die Katholikin Louise, geborene Risse (1828 1888).
Nach dem Besuch eines Gymnasiums und anschließendem Studium der Rechtswissenschaften erfolgte am 21. Juli 1883 Schlechtendals Vereidigung als Gerichtsreferendar. Seine praktische juristische Ausbildung setzte er auf dem Amtsgericht Salzkotten fort, wechselte aber dann zum 21. August 1885 und unter Ernennung zum Regierungsreferendar in den preußischen Verwaltungsdienst. Dort fand er bei den Königlich Preußischen Regierungen in Gumbinnen und danach Osnabrück Beschäftigung.
Per Erlass vom 16. Februar 1895 wurde Schlechtendal schließlich kommissarisch mit der Verwaltung des Kreis Schleiden beauftragt. Der Dienstantritt folgte zehn Tage darauf, am 26. Februar. Die definitive Ernennung zum Schleidener Landrat erhielt er am 18. September desselben Jahres. Während seiner dortigen Amtszeit wurde von 1900 bis 1904 die Urfttalsperre erbaut. Ebenfalls, zunächst kommissarisch, folgte am 1. Dezember 1906 die Beauftragung mit der Verwaltung des Kreises Mülheim am Rhein. Dort blieb er nach der definitiven Ernennung vom 29. Mai 1907 bis zu seiner Pensionierung zum 1. Februar 1919.

## Familie
Der Katholik und promovierte Jurist Hermann von Schlechtendal heiratete am 24. September 1891 in Paderborn Antonie Hesse (geboren 8. September 1866 in Paderborn), Tochter des Haupteigentümers des Bades Lippspringe Joseph Heinrich Hermann Hesse und dessen Ehefrau Bertha, geborene Wintersbach.